# 雷恩大学
雷恩大学是位于法国布列塔尼大区雷恩的大学。它是于1885年由当地的三个学院（法学院，文学院和科学院）联合而建立的。1969年，雷恩大学被拆分为雷恩第一大学和雷恩第二大学。
2023年1月1日，雷恩第一大学与雷恩高等师范学校、国立雷恩应用科学学院、公共卫生高级研究学校、雷恩政治学院等院校合并，新大学名为“雷恩大学”。